# Mumbai (distrikt)

Distriktet Mumbais läge i Maharashtra.

Mumbai (engelska) eller मुंबई जिल्हा (marathi) är ett distrikt i delstaten Maharashtra i Indien. Distriktet omfattar de centrala delarna av Bombay, det vill säga den del av Salsetteön som tidigare utgjorde Bombay Island. Det utgör tillsammans med det nordligare distriktet Mumbai (Suburban) Bombays kommun och stad, Greater Mumbai Municipal Corporation. Befolkningen uppgick till 3 338 031 invånare vid folkräkningen 2001, på en yta av 67,7 kvadratkilometer.